# カール・ゴルトマルク
カール・ゴルトマルク（Karl Goldmark, 1830年5月18日　ケストヘイ（ハンガリー） - 1915年1月2日　ウィーン）は、ハンガリー出身のユダヤ人作曲家。ハンガリー語名でゴルドマルク・カーロイ（Goldmark Károly）とも呼ばれる。

## 主要作品
最も有名な作品は、オペラ『サバの女王』作品27で、これは1875年にウィーンで初演されると好評を博し、1938年までウィーン国立歌劇場のレパートリーに残り続けた。ほかにも6つのオペラを作曲している。
ゴルトマルクのヴァイオリン協奏曲第1番イ短調 作品28は、最も頻繁に演奏される作品となっている。交響曲第1番『田舎の婚礼』（Ländliche Hochzeit）作品26も人気のある作品で、5楽章からなっている。順に、変奏形式による「婚礼の行進」（結婚式の招待客を描写）、「宴の歌」、「セレナード」、「花嫁と花婿の庭での語らい」、「ダンス」と題された楽章である。
室内楽曲は、作曲者の生前、批評筋には好評だったが、今日ではめったに演奏されない。弦楽五重奏曲イ短調 作品9、ヴァイオリン・ソナタ ニ長調 作品25、ピアノ五重奏曲変ロ長調 作品30、チェロ・ソナタ 作品39、ヴァイオリンとピアノのための組曲（ニ長調 作品11、変ホ長調 作品43）がある。ゴルトマルクの名を初めてウィーンの音楽界に轟かせたのが、弦楽四重奏曲変ロ長調 作品8だった。ゴルトマルクは合唱曲や、数多くの序曲も手掛けている。晩年には、リヒャルト・シュトラウスとともにイタリアで褒賞された。
ブラームスはオペラ作曲の計画を練っては何度も放棄し、ついにその方面での成功を諦めたが、「自分がオペラを書いたらゴルトマルクのようになるだろう」と言ってゴルトマルクのオペラを支持した。また、『田舎の婚礼』についても称賛を惜しまなかった。その一方でゴルトマルクは、ウィーンにおける最初のワグネリアンの団体を発足させている。またゴルトマルクは、ウィーン音楽院において管弦楽法の教授を務め、シベリウスやフランツ・シュミットがそのクラスを受講した。シュミットのオペラ『ノートルダム』において、ゴルトマルクの影響が指摘されることがある。
甥ルービン・ゴールドマークはアメリカ合衆国で作曲家になり、ニューヨークでドヴォルザークに師事し、音楽教師としてはアーロン・コープランドの作曲の師として名を残した。

## 作品一覧

### オペラ
- サバの女王（英語版）（Die Königin von Saba, 1875年）
- マーリン（Merlin, 1886年）
- 炉端のコオロギ（Das Heimchen am Herd, 1896年）
- Der Fremdling （1897年）
- Die Kriegsgefangene （1899年）
- ゲッツ・フォン・ベルリヒンゲン（Götz von Berlichingen, 1902年）
- 冬物語（Ein Wintermärchen, 1908年）

### 演奏会用序曲
- シャクンタラー（Sakuntala ）op. 13
- ペンテジレーア（Penthesilea ）op. 31
- 春に（Im Frühling ）op. 36
- 縛められたるプロメテウス（Der gefesselte Prometheus ）op. 38
- サッフォー（Sappho ）op. 44
- イタリアにて（In Italien ）op.49

### 合唱曲
- 無伴奏合唱のための『雨の歌』（Regenlied ）Op.10
- 男声無伴奏合唱のための2つの小品 Op.14
- 春の網目（Frühlingsnetz ）（男声合唱、4つのホルンとピアノのための） Op.15
- 静かな海と楽しい航海（Meeresstille und glückliche Fahrt ）（男声合唱といくつかのホルンのための） Op.16
- 男声無伴奏合唱のための2つの小品 Op.17
- 春の讃歌（Frühlingshymne ）（コントラルト、合唱、オーケストラのための） Op.23
- 合唱曲集『フーシャータールにて』（Im Fuschertal ）Op.24
- 詩篇第113番（独唱者・合唱・オーケストラのための） Op.40
- 男声無伴奏合唱のための2つの小品 Op.41
- 四部合唱のための歌（ピアノ伴奏つき） Op.42

### ピアノ曲
- 疾風怒濤（Sturm und Drang ）Op.5
- 3つの小品（4手のための） Op.12
- 舞曲（4手のための） Op.22 （後にオーケストラ用に編曲）
- 2つのノヴェレッテ（Zwei Novelletten ）Op.29
- 6つの小品 Op.52